# Zselickisfalud, Somogy
Zselickisfalud  este un sat în districtul Kaposvár, județul Somogy, Ungaria, având o populație de 265 de locuitori (2011). 

## Demografie
Componența etnică a satului Zselickisfalud
     Maghiari (92,54%)
     Romi (7,46%)
Componența confesională a satului Zselickisfalud
     Fără religie (21,13%)
     Reformați (18,49%)
     Atei (1,51%)
     Necunoscută (58,87%)
Conform recensământului din 2011, satul Zselickisfalud avea 265 de locuitori. Din punct de vedere etnic, majoritatea locuitorilor (92,54%) erau maghiari, cu o minoritate de romi (7,46%). Nu există o religie majoritară, locuitorii fiind persoane fără religie (21,13%), reformați (18,49%) și atei (1,51%). Pentru 58,87% din locuitori nu este cunoscută apartenența confesională.